# Швець Микола Антонович
Мико́ла Анто́нович Швець (нар. 6 вересня 1955, П'ятихатки) — український політик.

## Життєпис
Закінчив Дніпропетровський інженерно-будівельний інститут, Вищу партійну школу при ЦК КПУ, кандидат технічних наук. Пройшов шлях від інженера-будівельника до заступника голови по будівництву обласного об'єднання «Сільгоспхімія».
Працював в апараті облвиконкому, заступником голови Бабушкінського райвиконкому, у 1990 році обраний головою виконкому Бабушкінської районної ради Дніпра, з 1991 року — заступником голови виконкому Дніпропетровської міської ради. Два скликання (1994 і 1998 роки) обирався міським головою Дніпропетровська.
27 квітня 1999 — 29 липня 2003 — голова Дніпропетровської облдержадміністрації.
2003–2005 — радник Президента України.
2005–2006 — голова Дніпропетровської облради.
Державний службовець 1-го рангу.

## Нагороди
- Почесний громадянин Дніпропетровська
- орден «За заслуги» III[6] і II ступеня[7]
- Почесна грамота Кабінету Міністрів України[8]
- нагороди МВС «Хрест Слави» та церкви.